# Opoptera arsippe
Opoptera arsippe är en fjärilsart som beskrevs av Carl Heinrich Hopffer 1874. Opoptera arsippe ingår i släktet Opoptera och familjen praktfjärilar. Inga underarter finns listade i Catalogue of Life.

## Bildgalleri

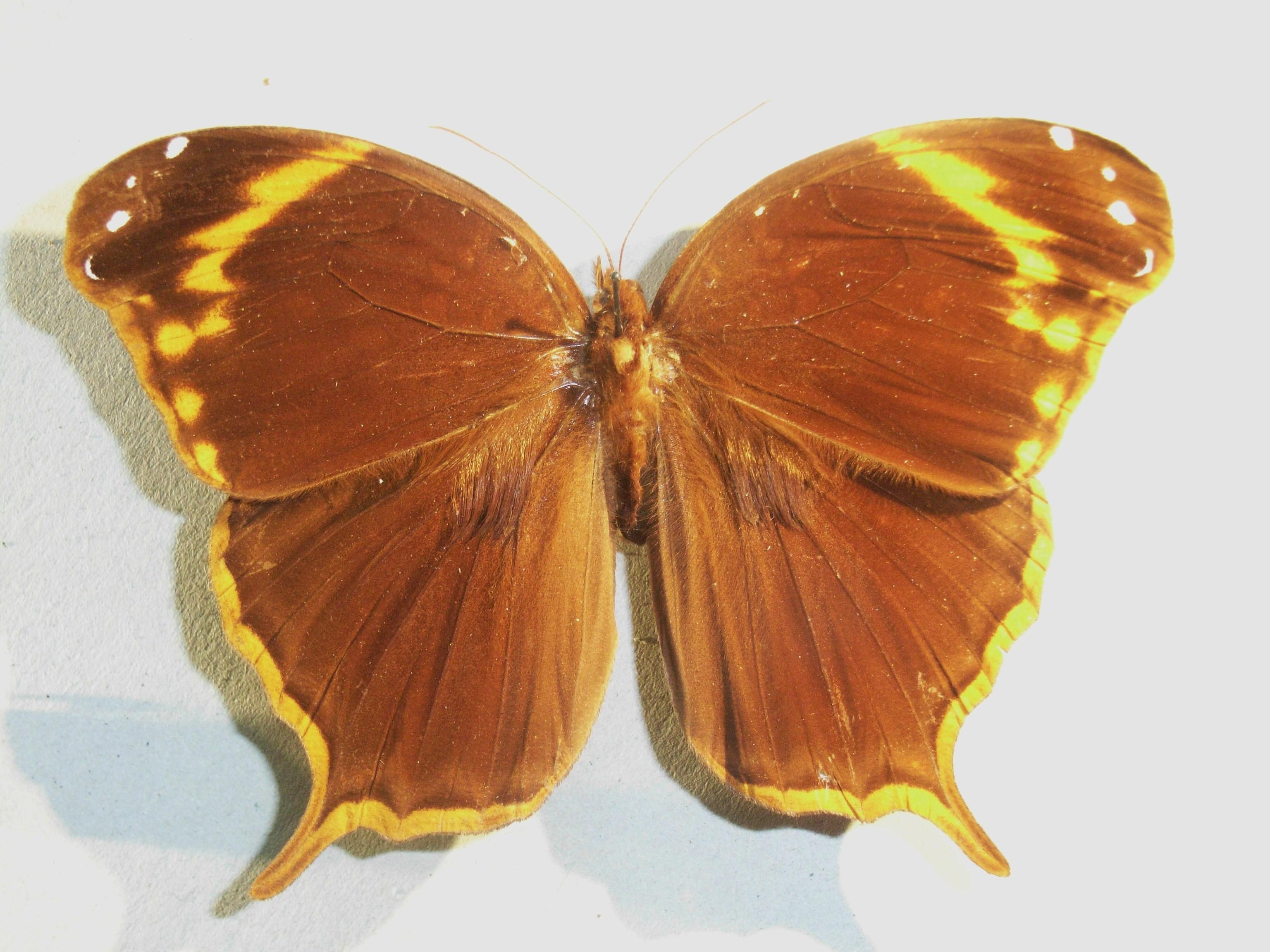
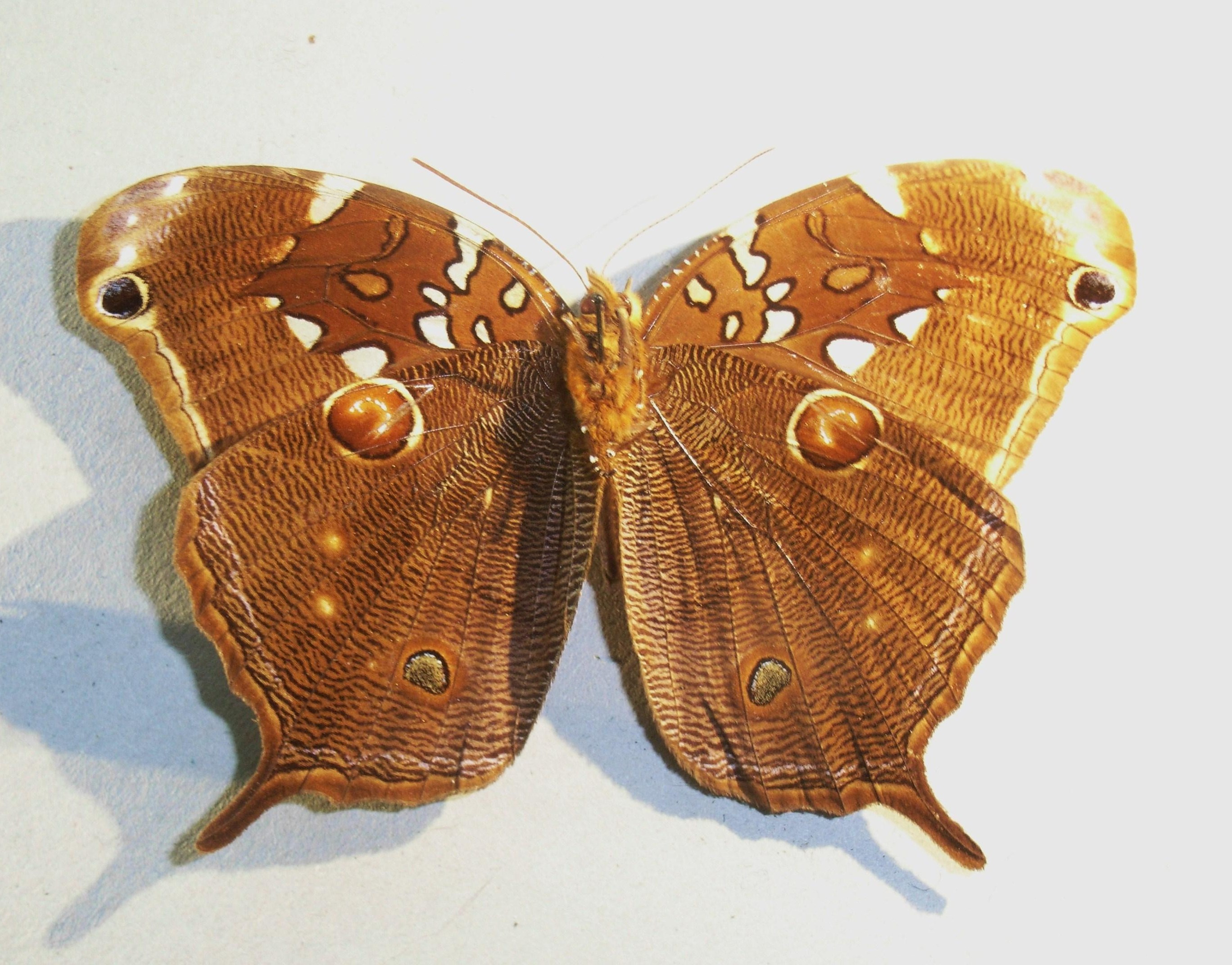